# 赫尔沃耶·卡契奇
赫尔沃耶·卡契奇（1932年1月13日—2023年2月14日），克罗地亚男子水球运动员。他曾代表南斯拉夫国家队参加1956年和1960年夏季奥林匹克运动会水球比赛，获得一枚银牌。